# Hans-Joachim Rhinow
Hans-Joachim Rhinow (Berlijn, 18 november 1921 – Berlijn, 8 maart 2017) was een Duits componist. Voor bepaalde werken gebruikt hij het pseudoniem: Frank Harvest.

## Levensloop
Rhinow werd geboren in een muzikale familie, zijn vader was concertmeester. Al op vierjarige leeftijd kreeg hij pianolessen en van vijf jaar later dateren zijn eerste compositorische pogingen. Na zijn basisopleiding diende hij tijdens de Tweede Wereldoorlog in het Duitse leger. In 1943 kwam hij in Engels-Amerikaanse krijgsgevangenschap. Hier kreeg hij tijd en gelegenheid zich autodidactisch in compositie en arrangementen te bekwamen. Rhinow studeerde vanaf 1947 aan de Universiteit van de Kunsten in Berlijn in het hoofdvak compositie.
Vanaf 1957 kreeg hij opdrachten van omroepstations (RIAS dansorkest en de Sender Freies Berlin (SFB)-Big-Band). Ook van andere bands en artiesten kreeg hij opdrachten, zoals van de Max Greger-Band, de Ambros-Selos-Band, van René Kollo, Caterina Valente en Roberto Blanco. Door de Westdeutscher Rundfunk (WDR) kreeg hij opdrachten om voor het bekende harmonieorkest van de Berlijnse politie arrangementen en bewerkingen te schrijven. De WDR en het Stabsmusikkorps der Bundeswehr schreven in het begin van de jaren 1970 twee compositiewedstrijden uit. Met zijn werk Avocados – Concerto in Rhythm, voor harmonieorkest won hij bij de 2e wedstrijd een 1e prijs.

## Compositie

### Werken voor harmonieorkest
- 1971 Russische Impressionen, selectie
- 1972 La Fiesta Mexicana, fantasie
  1. La Bamba
  2. Cielito Lindo
  3. Adios Marquita Linda
  4. Jarabe Tapatio
  5. La Zadunga
  6. La Cucaracha
  7. La Golondrina
  8. La Raspa
  9. Jaraba Guadalajara
- 1977 Airport
- 1984 Tornado, Furioso in Swing
- 1995 Happy Italia, selectie
  1. Sag mir quanto
  2. Volare
  3. Tschau tschau Bambina (naar Ciao ciao bambina van Domenico Modugno)
- 1995 Irish Medley, selectie
  1. Londonderry Air
  2. Greensleeves
  3. Long long ago
- 1995 Sax in Action, voor 3 tot 5 saxofoons en harmonieorkest
- 1996 Tabasco, ouverture
- 1997 Classic go Rhythm, selectie
- 1997 Country Marsch
- 1997 Italo Hits, selectie
  1. Arrivederci Roma
  2. Marina
  3. Buona Sera
- 1997 Jackpotmarsch
- 1997 Swing mit Glenn Miller, selectie
  1. Pennsylvania 6-5000
  2. Chattanooga Choo Choo
  3. Little Brown Jug
- 1997 Weihnacht in aller Welt, selectie
  1. Tochter Zion
  2. Jingle Bells
  3. Aber Heidschi Bumbeidschi
  4. Herbei o ihr Gläubigen
  5. We wish you a happy Christmas
  6. Kling Glöckchen...
- 1998 Curaçao, wals
- 1998 Fire and Ice, samba
- 2000 Aviano-Ouvertüre
- 2001 Countdown, mars
- 2001 Paranasamba, voor dwarsfluit en harmonieorkest
- Abendlieder-Medley
  1. Guten Abend, gute Nacht
  2. Der Mond ist aufgegangen
  3. Weißt du wieviel Sternlein stehen
  4. Ade zur guten Nacht
- Abendstunde hat Gold im Munde, selectie
  1. Abendstunde hat Gold im Munde
  2. Er hat ein knallrotes Gummiboot
  3. Er steht im Tor
- Alte Bekannte – Teddy-Stauffer-Welterfolge
- Amaro, intermezzo
- Avanti, galop voor 3-4 trompetten en harmonieorkest
- Avocados – Concerto in Rhythm (1e prijs tijdens het 2e concours voor moderne blaasmuziek van de Westdeutscher Rundfunk (WDR) in samenwerking met het Duitse leger)
- Berlin Weltoffen
- Berliner Luft – Swinging Melodies
- Berliner Spatzenparade
- Classic modern
- Cocanada
- Europa-Signal
- Fair Play, ouverture
- Fanfare in rhythm
- Florida Serenade, voor 4 trompetten en harmonieorkest
- Grand Prix, mars
- Grusical-Time, selectie
  1. Dragnet-Marsch
  2. 77 Sunset Strip
  3. Kommissar Maigret
  4. The Avenger
  5. Le Riffifi
- Gruß an Europa, ouverture
- Hänschen auf Weltreise
- Inter-City, mars
- Jetzt kommen die lustigen Tage, selectie met bekende liederen
- Komm ein bischen mit nach Italien, selectie
  1. Komm ein bischen mit nach Italien
  2. Tipitipitipso
  3. Ich weiss was dir fehlt
- Krimi-Szenen, suite
  1. Am Tatort
  2. Rendezvous um Mitternacht
  3. Der blonde Lockvogel
  4. Die heisse Spur
- Kumitz-cocktail
- Maracuja
- Miranda
- Mitternacht in Moskau, selectie
  1. Moskauer Nächte
  2. Das einsame Glöckchen
  3. Abendglocken
- Mountain-Fantasie, voor 2 flügelhoorns (bugels) en harmonieorkest
- Musik aus aller Welt
- Nur mit Musik
- Operetten-Gala nr. 1 en 2
- Ray-Conniff-Medley
- Rund um den Eiffelturm
- Rund um den Globus, selectie
- Sax-Exzellent, swing voor 3 tot 5 saxofoons en harmonieorkest
- Saxparade, voor saxofoons en harmonieorkest
- Schwarze Augen, het Russische lied in een moderne setting
- Serenade in Blue
- Solisten-Revue, suite in vijf delen
- Super Nova
- Südamerikana, selectie
- Südliche Sterne, selectie
- Südseeträume, selectie
- Tonfilm-Erinnerungen, selectie
- Treffpunkt Europa, mars
- Triumphalis, feestmars
- Trompeten-Boogie und Cantabile, voor 4 trompetten en harmonieorkest
- Trompeten-Festival, voor trompet en harmonieorkest
- Trumpet Blues
- Urlaubsgrüsse, selectie
- Über die Prärie, selectie